# Isaac Salomon Anspach

Wapen van de familie Anspach zoals erkend in de adelbrieven van de Prins van Altenburg.

Isaac Salomon Anspach (Genève, 12 juni 1746 – Céligny, 19 januari 1825), burger van Genève, was een calvinistische predikant en een politiek figuur van de Republiek Genève.
Hij is met name de hoofdauteur van de Grondwet van Genève van 1794.
Hij bleef lange tijd in ballingschap in Brussel, waar zijn zoon François werd geboren.
Hij is de vader van François Anspach, volksvertegenwoordiger in België, en de grootvader van Jules Anspach, burgemeester van Brussel.

## Uitgegeven werken
- 1793: Discours du citoyen Isaac Salomon Anspach, prononcé le jeudi 8 d'août 1793 l'an 2 de l'Égalité, après le placement de l'inscription en l'honneur de Charles Bonnet. Te lezen.
- 1793: Discours du citoyen Isaac Sal. Anspach, Pasteur, prononcé à l'Assemblée Nationale, le 19 septembre 1793, Contre la nécessité d'établir pour condition de l'exercice des droits du Citoyen la profession d'une Religion dominante. Te lezen.
- 1793: Dialogue sur les sections, entre Misotome et Tomiphile, 27 septembre 1793, par Isaac Salomon Anspach. Te lezen.
- 1795: Réponse du citoyen I. S. Anspach, procureur gén. au protest des citoyens Pe. Jaques Binet, Aimé Girodz-Gaudy fils, André Mounier, Louis Chevalier fils, et Jean-René Desarts-Roux: suivie d'une lettre du citoyen Paul Binet, père, à ses concitoyens, sur l'exil de son fils, prononcé par la Grande Cour de Justice Criminelle, le 27 mai 1795.
- 1795: Sermon de jeûne, prononcé au temple de St. Gervais le 10 septembre 1795 par Isaac Salomon Anspach, ministre du St. Évangile, et Procureur-Général de la République de Genève. Te lezen.
- 1796: Discours sur la réunion des drapeaux françois, américains, helvétiques et genevois, dans le Temple des Loix à Genève par Isaac-Salomon Anspach, 1796.
- 1818: Cours d'études de la religion chrétienne. Première partie. Histoire sainte, volume 2, 1818.
- 1819: Isaac Salomon Anspach, Cours d'études de la religion chrétienne, Genève: éditions J.J. Paschoud, 1819.